# Государственный комитет по стандартизации Республики Беларусь
Государственный комитет по стандартизации Республики Беларусь (Госстандарт РБ, бел. Камітэт па стандартызацыі Рэспублікі Беларусь) — ведомство, уполномоченное проводить единую государственную политику в области технического нормирования, стандартизации, обеспечивать единство измерений, оценки соответствия, энергоэффективности, осуществлять надзор в строительстве и контроль соответствия проектов и смет нормативам и стандартам, а также надзор за рациональным использованием топлива, электрической и тепловой энергии. Госстандарт подчиняется Правительству Республики Беларусь. Председатель комитета государственного контроля назначается Президентом.
С 1992 по 2011 год пост председателя комитета занимал Валерий Корешков. С 2011 по 2018 год — Виктор Назаренко. С 2019 по 2024 год — Валентин Татарицкий. С 22 апреля 2024 года пост председателя комитета занимает Моргунова Елена Михайловна.

## История
Комитет по стандартизации, метрологии и сертификации действовал при правительстве, пока в 1994 году его не включили в состав Министерства образования и науки. Постановлением от 11 апреля 1997 года № 321 правительство снова придало комитету положение самостоятельного ведомства. Согласно указу президента от 5 мая 2006 № 289 «О структуре Правительства Республики Беларусь» был образован Государственный комитет по стандартизации путём слияния Комитета по стандартизации, метрологии и сертификации при Совете министров Республики Беларусь, Комитета по энергоэффективности при Совете министров Республики Беларусь и департамента государственного строительного надзора Министерства архитектуры и строительства Республики Беларусь.

## Структура
Председатель комитета
- Управление экономики и финансов
- Управление организационно-правовой работы и кадров
- Первый заместитель Председателя
  - Управление технического нормирования и стандартизации
  - Управление оценки соответствия и лицензирования
- Заместитель Председателя
  - Управление метрологии
  - Отдел государственного надзора и контроля
- Заместитель Председателя — Директор департамента по энергоэффективности
  - Финансовый отдел
  - Информационно-аналитический отдел
  - Первый заместитель директора
    - Производственно-технический отдел
    - Отдел энергонадзора и нормирования

  - Заместитель директора
    - Отдел экономики и инвестиционной деятельности
    - Отдел научно-технической политики и внешнеэкономических связей
- Директор департамента контроля и надзора за строительством
  - Первый заместитель директора
    - Отдел метрологии и кадрового обеспечения

  - Заместитель директора
    - Отдел государственного строительного надзора

## Задачи
Основными задачами Госстандарта являются:
- проведение единой государственной политики в области технического нормирования, стандартизации, обеспечения единства измерений, оценки соответствия, эффективного использования топливно-энергетических ресурсов, в том числе возобновляемых источников энергии, осуществление регулирования и управления в этой сфере;
- определение и реализация приоритетных направлений развития в республике технического нормирования, стандартизации, обеспечения единства измерений, оценки соответствия, повышения эффективности использования топливно-энергетических ресурсов в народном хозяйстве республики, организация проведения соответствующих научно-исследовательских и опытно-конструкторских работ;
- защита интересов государства и потребителей, повышение безопасности, качества, конкурентоспособности продукции, рациональное использование топливно-энергетических ресурсов, устранение технических барьеров в торговле на основе эффективного использования технического нормирования, стандартизации, обеспечения единства измерений, оценки соответствия, надзора в строительстве и контроля соответствия проектов и смет нормативам и стандартам, государственного надзора за соблюдением требований технических регламентов;
- обеспечение создания, эффективного функционирования и развития:
  - системы технического нормирования и стандартизации, в том числе в интересах обороны страны, её гармонизация с международными системами;
  - Национальной системы аккредитации Республики Беларусь;
  - системы обеспечения единства измерений Республики Беларусь;
  - Национальной системы подтверждения соответствия Республики Беларусь;
- техническое нормирование, стандартизация и подтверждение соответствия энергопотребления продукции, работ и услуг, контроль за соответствием заявляемых технико-экономических показателей энергопотребляющего и энергогенерирующего оборудования техническим нормативным правовым актам в области технического нормирования и стандартизации, нормам и требованиям в сфере эффективного использования топливно-энергетических ресурсов, а фактических технико-экономических показателей — паспортным данным энергетического оборудования;
- осуществление в установленном законодательством порядке лицензирования соответствующих видов деятельности;
- надзор в строительстве и контроль соответствия проектов и смет нормативам и стандартам, в том числе надзор за:
  - эксплуатационной надежностью и безопасностью объектов строительства;
  - реконструкцией, расширением, реставрацией, капитальным ремонтом (далее — строительство), соблюдением установленного порядка строительства всех объектов независимо от назначения, форм собственности, источников финансирования и способов строительства, за исключением объектов дачного и садоводческого строительства, а также объектов, подконтрольных другим органам государственного надзора в соответствии с законодательством;
  - соблюдением участниками законодательства о строительной деятельности, утверждённой проектной документации, требований строительных норм и стандартов, за соответствием материалов, изделий и конструкций, применяемых при строительстве объектов проектным решениям;
  - соответствием проектов и смет требованиям нормативов и стандартов;
- контроль за нормированием расхода топлива, тепловой и электрической энергии и нормированным потреблением топливно-энергетических ресурсов, проведение в установленном порядке государственной экспертизы энергетической эффективности;
- осуществление:
  - государственного надзора за:
    - выполнением обязательных для соблюдения требований технических нормативных правовых актов в области технического нормирования и стандартизации;
    - рациональным использованием электрической и тепловой энергии, топлива;
    - реализацией потребителями и производителями топливно-энергетических ресурсов мер по экономии этих ресурсов и соблюдением норм расхода топлива, электрической и тепловой энергии;

  - государственного метрологического надзора, включая надзор за измерениями радиоактивного загрязнения;
- организация и координация работ по международному сотрудничеству Республики Беларусь в сфере технического нормирования, стандартизации, обеспечения единства измерений, оценки соответствия, эффективного использования топливно-энергетических ресурсов.

## Полномочия
Госстандарт имеет право в соответствии с законодательством:
- Издавать в пределах своей компетенции обязательные для республиканских органов государственного управления, юридических и физических лиц нормативные правовые акты;
- Устанавливать порядок проведения работ по техническому нормированию и стандартизации;
- Утверждать, вводить в действие, отменять государственные стандарты Республики Беларусь, вносит в них изменения;
- Заключать в пределах своей компетенции международные договоры межведомственного характера;
- Утверждать по предложениям субъектов технического нормирования и стандартизации составы технических комитетов по стандартизации, перечень закреплённых за ними объектов стандартизации, а также положения об этих технических комитетах;
- Устанавливать с учётом предложений государственных органов номенклатуру показателей, контролируемых при выполнении работ по подтверждению соответствия объектов оценки соответствия, подлежащих обязательному подтверждению соответствия;
- Устанавливать порядок проведения работ по оценке соответствия, государственному надзору за соблюдением требований технических регламентов, правила осуществления метрологического контроля;
- Разрабатывать и утверждать правила аккредитации юридических лиц на право проведения государственных испытаний средств измерений, метрологической аттестации средств измерений, поверки, калибровки, регламентирующие вопросы аккредитации, за исключением вопросов, находящихся в компетенции Совета министров Республики Беларусь;
- Разрабатывать и утверждать правила аккредитации и правила подтверждения соответствия, регламентирующие процедуры и иные вопросы аккредитации и подтверждения соответствия, за исключением вопросов, урегулированных актами Президента Республики Беларусь, законами, постановлениями Совета министров Республики Беларусь;
- Применять к юридическим лицам и индивидуальным предпринимателям предусмотренные нормативными правовыми актами меры ответственности за правонарушения в области технического нормирования, стандартизации, обеспечения единства измерений, оценки соответствия, выдавать предписания о запрете производства, реализации продукции (работ, услуг), конструкторской, технологической и проектной документации, которая не соответствует установленным требованиям по безопасности;
- Привлекать к ответственности юридических и физических лиц, виновных в нарушении требований нормативных правовых актов и технических нормативных правовых актов, регулирующих архитектурную, градостроительную и строительную деятельность;
- Приостанавливать или отменять решения органа по аккредитации в случае их несоответствия законодательству об оценке соответствия либо нарушения при их принятии процедур аккредитации, приостанавливать либо запрещать деятельность аккредитованных органов по сертификации и аккредитованных испытательных лабораторий (центров) при нарушении ими требований Национальной системы аккредитации Республики Беларусь и (или) Национальной системы подтверждения соответствия Республики Беларусь посредством приостановления, отмены или прекращения действия соответствующих аттестатов аккредитации;
- Привлекать по согласованию с юридическими лицами и индивидуальными предпринимателями их специалистов и технические средства для осуществления соответствующего государственного надзора;
- Запрашивать и получать от юридических лиц и индивидуальных предпринимателей документы и сведения, необходимые для осуществления соответствующего государственного надзора;
- Проводить в установленном порядке отбор проб и образцов продукции для определения её соответствия обязательным требованиям технических нормативных правовых актов в области технического нормирования и стандартизации;
- Утверждать типовые нормы времени на проведение работ по сертификации, аккредитации, регистрации декларации о соответствии, государственным испытаниям, поверке и калибровке средств измерений, которые осуществляются юридическими лицами и индивидуальными предпринимателями, аккредитованными Госстандартом на право проведения этих работ;
- Осуществлять внешнеэкономическую деятельность;
- Создавать комиссии и экспертные группы, привлекать учёных и квалифицированных специалистов на договорной основе для выполнения работ, требующих специальных знаний по вопросам, входящим в компетенцию Госстандарта;
- Получать от органов государственной статистики информационные и статистические материалы, необходимые для осуществления возложенных на Госстандарт задач и функций;
- Запрашивать у республиканских органов государственного управления, иных государственных организаций, подчинённых Правительству Республики Беларусь, местных исполнительных и распорядительных органов, других организаций информацию по вопросам, входящим в его компетенцию, в порядке, установленном законодательством;
- Образовывать инновационный фонд;
- Определять в сфере законодательной метрологии области, в которых применение средств измерений допускается после их поверки юридическими лицами, входящими в государственную метрологическую службу, и утверждать их перечень;
- Быть членом ассоциаций, союзов и других некоммерческих, в том числе международных, организаций[7];
- Осуществлять иные полномочия, предусмотренные законодательством.